# گاوداری هاشمی
گاوداری هاشمی یک منطقهٔ مسکونی در ایران است که در دهستان جرجافک واقع شده‌است. گاوداری هاشمی ۳۵ نفر جمعیت دارد.